# Grupo de Leschaux
O Grupo de Leschaux é um conjunto de montanhas que forma o circo que rodeia a parte superior do Glaciar de Leschaux no maciço do Monte Branco. Ao lado encontra-se o Grupo de Talèfre à volta do glaciar do mesmo nome.
Dos cumes que formam o grupo de Leschaux fazem parte as Pequenas Jorasses 3.658 m, a Agulha de Leschaux 3.759 m, a Agulha do Eboulement 3.609m e a Agulha de Talèfre.

## Refúgios
Entre os refúgios mais interessantes para esta região encontram-se o Refúgio do Couvercle 2.698 m, e o Refúgio de Leschaux 2.431 m.